# Thysanoteuthis rhombus
Thysanoteuthis rhombus còn được gọi là Mực kim cương hay Mực lưng kim cương, là một loài mực có nang dài đến 100 cm và khối lượng tối đa là 30 kg, mặc dù trung bình chúng chỉ nặng 20 kg.